# Thore Christiansen
Karl Tore Wilhelm Christiansen, född 12 februari 1912 i Stockholm, död 19 mars 1980 i Märsta, var en svensk sångare (baryton). 
Christiansen var medlem i Wiggerskvartetten 1935–1940.

## Filmografi
- 1941 – Fröken Vildkatt